# Stetten (Schwabhausen)
Stetten ist ein Gemeindeteil der Gemeinde Schwabhausen im Landkreis Dachau in Oberbayern mit 581 Einwohnern (Stand Februar 2022).
Das Wort Stetten, früher Steten, leitet sich ab vom Wort Wohnstätte. 

## Geschichte
Erstmals schriftlich erwähnt wurde Stetten um das Jahr 1300. Stetten war bis 30. Juni 1971 ein Ortsteil der selbstständigen Gemeinde Rumeltshausen, die sich zu diesem Zeitpunkt insgesamt im Rahmen der Gebietsreform in Bayern der Gemeinde Schwabhausen anschloss.

## Beschreibung
Das Dorf teilt sich auf in zwei Hauptwohngebiete. Im Zentrum des ersten befindet sich die Kreuzung Dorfstraße (DAH 10)/Dachauer Straße (St 2047), welche 2010 unter Schwabhausens zweitem Bürgermeister Josef Mederer eine Ampel erhielt.
Während letztere Straße in nordwestlicher Richtung nach Schwabhausen führt, bildet die Dorfstraße die Anbindung zum zweiten Teil Stettens, genannt Altstetten, mit dem ältesten Dorfteil zur linken und einem Neubaugebiet zur rechten Seite.
Altstetten grenzt direkt an Rumeltshausen an.
An der Alstettener Straße 4 befindet sich eine Dachauer Haustafel aus der Mitte des 19. Jahrhunderts.